# 소요정
소요정(일본어: 蘇陽町)은 일본 구마모토현 아소군에 있던 정으로, 미야자키현과 접했다.

## 역사
- 1889년 4월 1일 - 마미하라정, 스게노오촌, 가시와촌이 합병해 소요촌이 성립하였다.
- 1956년 9월 30일 - 마미하라정, 스게노오촌, 가시와촌이 합병해 소요정이 성립하였다.
- 2005년 2월 11일 - 가미마시키군 야베정·세이와촌과 합병해 가미마시키군 야마토정이 성립하였다. 동일 소요정은 폐지되었다.

## 교통

### 도로
- 국도 218호선
- 국도 265호선
- 국도 325호선

## 참고 문헌
- 角川日本地名大辞典編纂委員会, 『角川日本地名大辞典 43 熊本県』1987, 角川書店